# Operación Menú
La Operación Menú (en inglés: Operation Menu) fue el nombre en clave de una campaña encubierta de bombardeos realizados por el Mando Aéreo Estratégico de los Estados Unidos en el este de Camboya y Laos entre el 18 de marzo de 1969 y el 26 de mayo de 1970, durante la guerra de Vietnam. Los objetivos de estos ataques fueron campamentos y bases militares del Fuerzas Armadas de la República Democrática de Vietnam y del Frente Nacional de Liberación de Vietnam, que los utilizaban para intendencia, el entrenamiento y el descanso entre las campañas a lo largo de la frontera con la República de Vietnam (Vietnam del Sur). Los efectos de estas campañas son aún tema de disputa entre los historiadores.
Un informe oficial de la fuerza aérea de los Estados Unidos sobre los bombardeos en Indochina entre 1964 y 1973 fue desclasificado por el presidente de los Estados Unidos Bill Clinton en 2000. El informe da detalles del extenso bombardeo sobre Camboya, así como sobre Laos y Vietnam. Según estos datos, las fuerzas aéreas comenzaron bombardeando las regiones rurales de Camboya a lo largo de su frontera con Vietnam del Sur en 1965 bajo la administración Johnson. Cuatro años antes de lo que se creía anteriormente. Nixon autorizó el uso de bombarderos B-52 de largo alcance para un bombardeo de saturación en la región.

## Antecedentes
Desde el comienzo de las hostilidades en Vietnam del Sur y el reino de Laos, a principios de los 60, El Príncipe de Camboya Norodom Sihanouk mantuvo un delicado equilibrio entre la política interior y la extranjera. Sihanouk se acercó a la izquierda a mediados de los 60, convencido de la inevitable victoria de los comunistas en el sudeste de Asia y preocupado por la futura supervivencia de su gobierno.
En 1966 Sihanouk llegó a un acuerdo con Zhou Enlai de la República Popular China que permitiría a las fuerzas PAVN y NLF establecer bases militares en Camboya y usar el puerto de Sihanoukville para el reparto de material militar. Estados Unidos, muy involucrados en Vietnam del Sur, no vio con buenos ojos la violación por parte de Camboya de la neutralidad pactada, que había sido garantizada por los acuerdos de Ginebra.
El presidente Lyndon B. Johnson autorizó operaciones de reconocimiento encubiertas del grupo de asistencia militar, estudios y observaciones para Vietnam, que empezaron en 1967. La misión de esta unidad era obtener información sobre las bases militares (Proyecto Vesuvius) que se presentaría a Sihanouk con la esperanza de que cambiara de opinión.

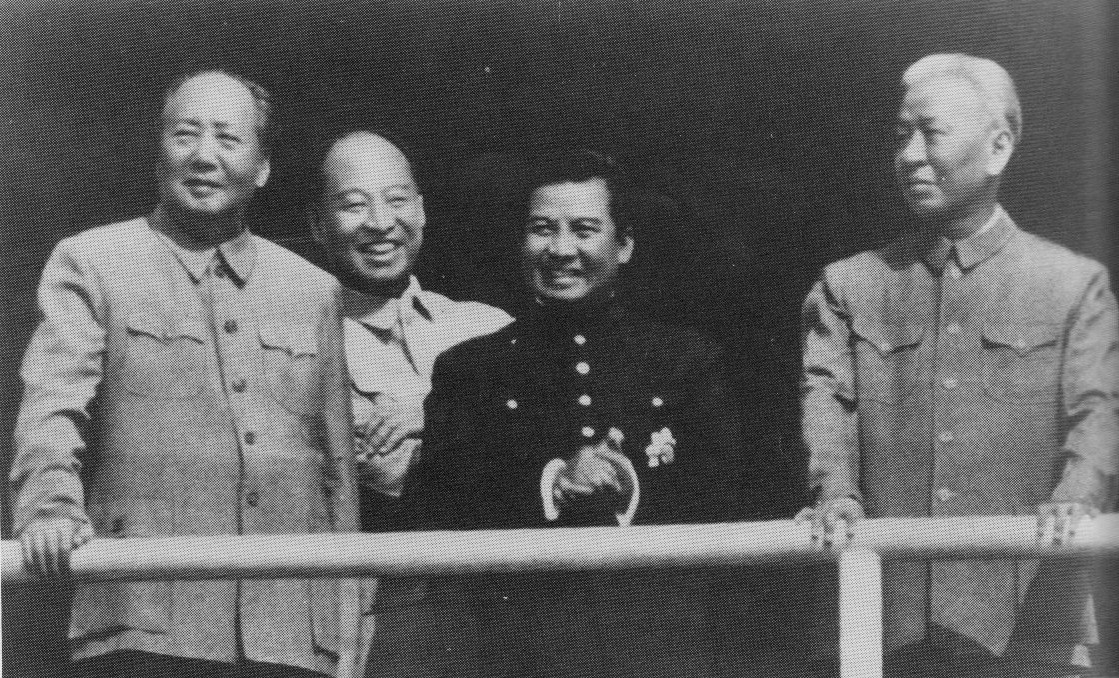
Reunión en Beijing: Mao Zedong, Norodom Sihanouk y Liu Shaoqi.

A finales de 1968 Sihanouk, bajo la presión de la derecha de su país y los Estados Unidos, estuvo de acuerdo en mejorar sus relaciones con los estadounidenses. En julio de 1968 había aceptado reanudar las relaciones diplomáticas y en agosto formó un gobierno de salvación nacional bajo el mando del general proestadounidense Lon Nol. El recién elegido presidente Richard M. Nixon, buscando cualquier forma para retirarse del sudeste asiático y conseguir una paz honorable, vio una opción con la que dar tiempo para la retirada de los Estados Unidos y para implementar una nueva política de vietnamización (véase guerra de Vietnam). Antes de que las conversaciones diplomáticas con Sihanouk concluyeran, Nixon había decidido tratar la situación de las tropas PAVN y las bases de aprovisionamiento en Camboya. También consideró un bloqueo naval a la costa de Camboya, pero fue disuadido por la junta de jefes del estado mayor (JVS), que creían que aún podía convencerse a Sihanouk para autorizar un ataque por tierra contra las bases militares.
El 30 de junio de 1969 el presidente de la junta de jefes del estado mayor, Earle Wheeler sugirió al presidente que autorizara el bombardeo de las bases en Camboya. El 9 de febrero fue secundado por el comandante estadounidense en Vietnam, el general Creighton W. Abrams, que además propuso el bombardeo de la oficina central de Vietnam del Sur (COSVN), el escurridizo cuartel general de PAVN/NLF para operaciones en el sur, localizado en algún lugar de la región de Fishhook del este de Camboya.
El 22 de febrero, durante las vacaciones de Tết, PAVN/NLF lanzaron una ofensiva. Nixon se enfadó más aún cuando los comunistas lanzaron ataques con cohetes y artillería contra Saigón, lo que fue considerado como una violación del "acuerdo" que creía que se había hecho cuando Estados Unidos detuvo el bombardeo de Vietnam del Norte en noviembre de 1968.
Nixon, que estaba de viaje a Bruselas para una reunión con los líderes de la Organización del Tratado del Atlántico Norte (OTAN), ordenó al consejero de Seguridad Nacional, Henry Kissinger, la preparación de ataques aéreos a las bases de PAVN/NLF en Camboya como represalia. Las bombas tendrían tres objetivos: mostrarían la tenacidad de Nixon; eliminaría la capacidad de ofensiva de PAVN que dificultara la retirada estadounidense y la Vietnamización; y mostraría la determinación de los Estados Unidos. Después telegrafió al Coronel Alexander Haig para que se reuniera con él en Bruselas, junto con el Coronel Raymond B. Sitton y un Comandante de Estrategia Aérea de la JVS, para diseñar el plan de acción.
Siguiendo los consejos de los oficiales, Nixon retrasó cualquier respuesta rápida que pudiera ser rápidamente relacionada con la provocación. Decidió responder a la siguiente provocación y no tener que esperar más. El 14 de marzo, las fuerzas comunistas volvieron a atacar las zonas urbanas de Vietnam del Sur y Nixon estaba preparado.

## Desayuno
En su diario de marzo de 1969 el jefe del equipo de Nixon, HR Haldemann, escribió que la decisión final de bombardear Camboya se tomó en una reunión en el despacho oval la tarde del domingo, después de la misa ("was made at a meeting in the Oval Office Sunday afternoon, after the church service").
En su diario del 17 de marzo de 1969 Haldemann escribió:

Día histórico. La Operación Desayuno finalmente tuvo lugar a las 2:00 pm de nuestro horario. Kissinger está realmente emocionado, como el Presidente.

El día siguiente:

K’s “Operation Breakfast” a great success. He came beaming in with the report, very productive. A lot more secondaries than had been expected. Confirmed early intelligence. Probably no reaction for a few days, if ever. (La operación desayuno de K un gran éxito. Vino radiante con el informe, muy productivo. Muchos más secundarios de lo esperado. Confirmado temprano por inteligencia. Probablemente sin reacción por unos pocos días, si acaso)

El bombardeo comenzó en la noche del 18 de marzo con un ataque de 60 bombarderos B-52, desde la base de las fuerzas aéreas Andersen, en Guam. El objetivo fue la base 353, la supuesta localización de COSVN en Fishhook. Aunque las órdenes eran que su misión tendría lugar en Vietnam del Sur, 48 de esos bombarderos lanzaron 2400 toneladas de bombas a lo largo de la frontera con Camboya. A la misión se le dio el nombre de Desayuno (Breakfast en inglés), por ser ideada en una reunión matutina en el Pentágono.[cita requerida]
Breakfast tuvo tal éxito que, según Estados Unidos, el general Abrams presentó una lista de 15 objetivos más. Las restantes 5 misiones fueron llamadas: Lunch (base 609); Snack (base 351); Dinner (base 352); Supper (base 740); y Dessert (base 350); en inglés: Almuerzo, Aperitivo, Cena, Cena fría,  Postre, respectivamente. SAC fletó 3800 B-52 contra estos objetivos, y lanzó 108823 toneladas de artillería durante esas misiones. Debido a la continua referencia a comidas en los nombres en clave de las misiones, toda la serie de misiones se llamó operación Menú. El grupo para estudios y observaciones de controles aéreos para Vietnam proporcionó el 70% de la inteligencia para estos bombardeos.
Nixon y Kissinger decidieron mantener las misiones en secreto. El ataque a la "neutral" Camboya traería, seguramente, serios debates en el Congreso de los Estados Unidos, críticas negativas en los medios de comunicación y protestas contra la guerra en los campus estadounidenses.

## Sistema
Al principio el número de individuos que tenía conocimiento completo de la operación fue mínimo. Todas las comunicaciones relacionadas con la misión se repartían en dos rutas - una ruta al descubierto, ordenando las misiones de los B-52 que tendrían lugar dentro de Vietnam del Sur, cerca de la frontera con Camboya - y otra segunda encubierta, entre los comandantes de las misiones clasificadas.
Durante este tiempo el mayor Hal Knight de las fuerzas aéreas supervisó la colocación de un sistema de radares en la base aérea de Bien Hoa. Este sistema dirigía los ataques de los B-52 a los objetivos en Vietnam. Cada día un avión-correo llegaba desde la oficina de mando avanzada de SAC a la base aérea de Tan Son Nhut cerca de Saigón. Knight recibía una lista de las coordenadas de los objetivos para el próximo día de misión. Esa tarde las coordenadas eran cargadas en los ordenadores del Programma 101. y después transmitidas a los aviones según iban llegando a la estación. Solo los pilotos y los navegadores de las naves (que habían sido personalmente contactados por el General Gillem y obligados a mantenerlo en secreto) sabían la verdadera localización de los objetivos. Los bombarderos después volaban a sus objetivos y descargaban las cargas de bombas.
Después de los ataques, Knight recogía los informes, información de los ordenadores, etc. y los destruía en un incinerador. Después llamaba a un número de teléfono especial en Saigón y decía "The ball game is over" ("El juego de pelota ha terminado"). Las tripulaciones rellenaban informes de rutina de horas de vuelo, combustible consumido y artillería usada. Este sistema dual mantenía el secreto y proporcionaba a la logística y el personal administrativo de las Fuerzas Aéreas la información que necesitaban para reemplazar las tripulaciones o los aviones, así como para reponer las reservas de combustible y municiones.

## Situación
Aunque Estados Unidos no informó a Sihanouk sobre la operación, permaneció en silencio. Su actitud pudo haber sido provocada por su deseo de ver a las fuerzas PAVN/NLF fuera de Camboya sin tener que forzarlas el mismo. Después del suceso Nixon y Kissinger afirmaron que Sihanouk había dado su aprobación tacita, pero eso es discutible.
Sin embargo, Peter Rodman afirmó que: «el príncipe Sihanouk se nos quejó amargamente sobre estas bases vietnamitas en su país y nos invitó a atacarlas». En diciembre de 1967 Sihanouk le dijo al periodista del Washington Post Stanley Karnow que si Estados Unidos quería bombardear a los comunistas vietnamitas, no pondría objeciones a menos que murieran habitantes de Camboya. El mismo mensaje fue transmitido al emisario del presidente Johnson Chester Bowles en junio de 1968.
El 9 de mayo de 1969, un artículo del periodista William Beecher sacó a la luz el bombardeo en el New York Times. Beecher afirmó que una fuente anónima dentro de la administración le había proporcionado la información. Nixon se enfureció y ordenó a Kissinger que obtuviera la ayuda del director del FBI J. Edgar Hoover y descubrieran de donde procedía la filtración. El mismo mensaje fue trasmitido al emisario del presiden Johnson, Chester Bowles, en enero de 1968. Hoove sospechaba del ayudante de Kissinger, Morton Halperin, e informó al propio Kissinger. El teléfono de Halperin fue ilegalmente intervenido durante 21 meses. Esta fue la primera de una serie de acciones ilegales autorizadas por Nixon en nombre de la seguridad nacional. La administración se tranquilizó cuando no se filtró más información importante.
En verano cinco miembros del Congreso de los Estados Unidos habían sido informados: los senadores John C. Stennis (MS) y Richard B. Russell, Jr. (GA) y los congresistas Lucius Mendel Rivers (SC), Gereld R. Ford (MI) y Leslie C. Arends (IL). Arends y Ford eran los líderes de la minoría republicana y los otros tres eran demócrata de los comités de servicios militares y de gastos.
Para aquellos de Washington que eran conscientes de la operación el silencio de una de las partes fue sorprendente. El gobierno de Hanói no protestó por los bombardeos. Los bombardeos no se denunciaron con propósitos propagandísticos, ya que Vietnam del Norte no quería poner de manifiesto la presencia de sus tropas en Camboya, aunque tuviera el permiso de Sihanouk, a cambio de que los vietnamitas no fomentaran una rebelión en Camboya.

## Revelaciones
Durante 4 años el Congreso no supo nada de la operación Menú. La situación cambió en diciembre de 1972, cuando el mayor Knight escribió una carta al senador William Proxmire pidiendo aclaraciones por la política de los Estados Unidos en el bombardeo de Camboya. Knight, que estaba preocupado por la legalidad de sus acciones, había discutido con su oficial superior, el coronel David Patterson. Él recibió más tarde varios informes de eficiencia negativos, que arruinaron su carrera, y fue expulsado de las fuerzas armadas.

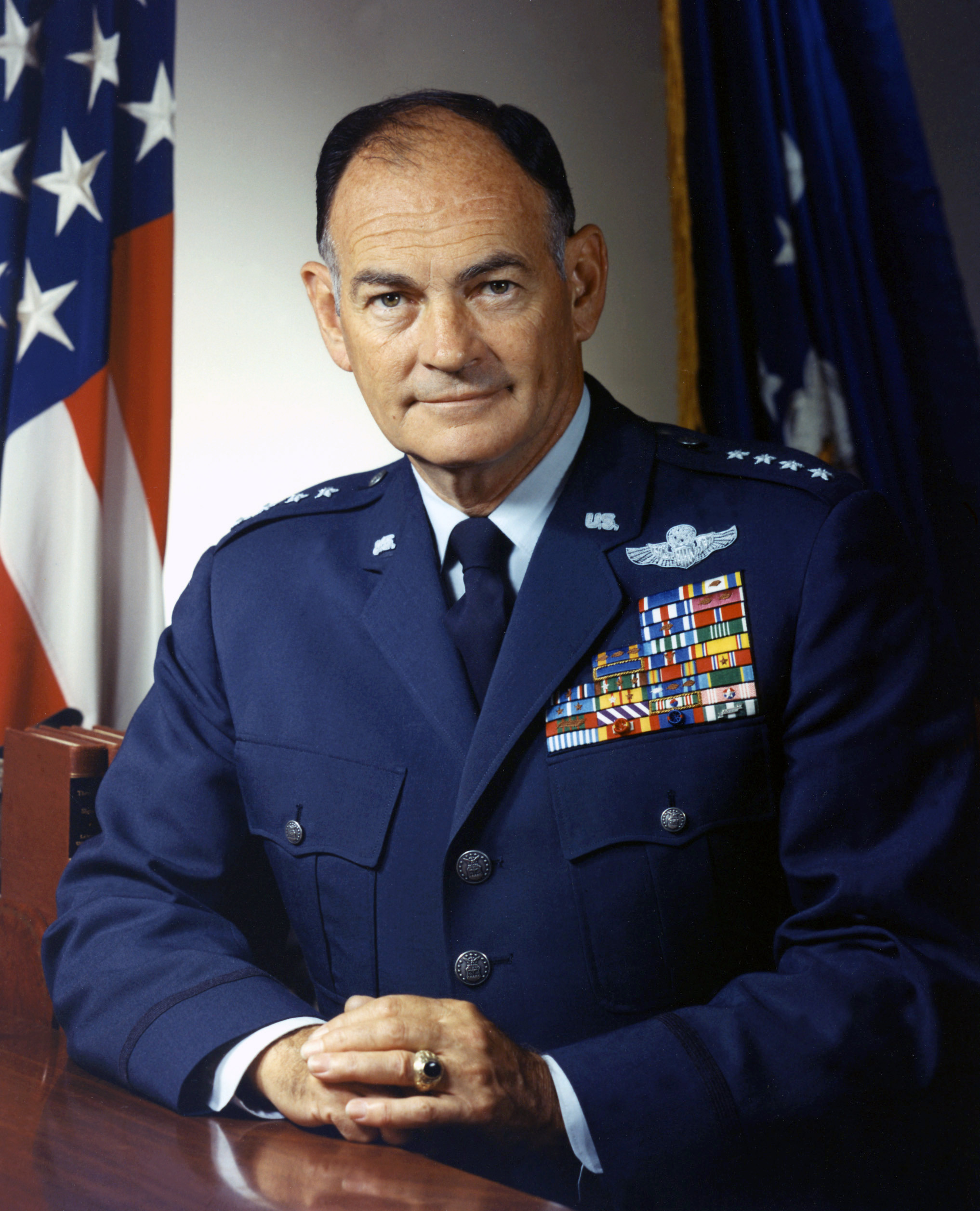
General de las fuerzas armadas, George S. Brown, el hombre que informó al Comité de servicios armados del Senado

Proxmire hizo preguntas en el Comité sobre los servicios armados del senado, que pedían al departamento de defensa que se desclasificaran los informes sobre las operaciones aéreas en Camboya. Cuando llegaron, los informes no mencionaban los ataques de la operación Menú. El comité no quedó convencido y la investigación continuó. Menos de dos semanas después se llamó a una audiencia al general George S. Brown por su puesto de jefe del estado mayor de las fuerzas aéreas. Como comandante de la séptima fuerza aérea en Vietnam del Sur, Brown había tenido acceso a la operación Menu y lo reveló al comité.
Durante los siguientes ocho días el comité escuchó el testimonio de los oficiales de la administración y los jefes del estado mayor adjuntos, que intentaron justificar sus acciones. El comité descubrió excusas y engaños que fueron quizás más alarmantes que las aparecidas en el escándalo Watergate. Los descubrimientos sobre Menú plantearon cuestiones fundamentales sobre la disciplina militar y la honestidad del control civil sobre las fuerzas armadas y la efectividad del congreso. Tanto el Congreso como los oficiales militares interesados estuvieron de acuerdo en que el engaño realizado durante la operación fue más allá del encubrimiento.

## Consecuencias
Los temas constitucionales vistos en las audiencias quedaron en un segundo plano cuando el comité judicial del congreso votó (21-12) en contra de incluir la falsificación de los informes sobre la operación Menú en los cargos contra el Presidente Nixon. Una de las causas principales de esta decisión fue que cinco miembros de ambos partidos políticos ya habían sido informados y no habían dicho ni hecho nada.
El resultado de los ataques en sí están aún en debate entre los participantes y los historiadores. El intento de evitar más ataques de Vietnam del Norte falló. En mayo de 1969, PAVN/NLF lanzó una ofensiva similar en tamaño a la acaecida el año anterior. Es cierto que Vietnam del Norte tuvo que dispersar y camuflar sus refugios para prevenir pérdidas en más ataques aéreos. El presidente Nixon aclamó que las campañas fueron un éxito, porqué los ataques solo pretendían generar un escudo protector para la retirada y la vietnamización. Lo que animó a Nixon para lanzar la incursión sobre Camboya en 1970.
William Shawcross, entre otros, aseguraron que los bombardeos causaron el efecto dominó en Camboya que la guerra de Vietnam había intentado evitar, afirmando que no había dudas de que ellos ayudaron a colocar a Camboya en un camino hacia un abismo de violencia que Sihanouk había intentado evitar durante 10 años. Mientras estaba fuera del país, el 18 de marzo de 1970 el príncipe fue destituido por la Asamblea Nacional y reemplazado por Lon Nol. La administración Nixon, aunque cuidadosamente, advirtieron de la debilidad de las fuerzas de Lon Nol y se comprometieron a usar el ejército estadounidense en el nuevo conflicto, anunciando su apoyo a la recién proclamada República Jemer.
El aumento simultáneo de los jemeres rojos y el aumento de la superficie y la intensidad de los bombardeos estadounidenses entre 1969 y 1973 ha incitado a la especulación en cuanto a la relación entre los dos eventos. Ben Kiernan, director del Programa de Estudios sobre el Genocidio en la Universidad de Yale, afirma lo siguiente: 

"Aparte del gran número de víctimas, tal vez el impacto más potente y directo del bombardeo fue la reacción política que causó... La dirección de operaciones de la CIA, después de las investigaciones al sur de Phnom Penh, informó en mayo 1973 que los comunistas tuvieron éxito 'usando los daños causados por B-52 huelgas como el tema principal de su propaganda'... El bombardeo estadounidense de Camboya fue en parte responsable del ascenso de lo que había sido una insurgencia a pequeña escala de los jemeres rojos, que luego creció hasta ser capaz de derrocar el gobierno de Lon Nol".

Archivos soviéticos desclasificados después de 1991 revelan que la invasión norvietnamita de Camboya en 1970 fue iniciada tras la petición expresa de los jemeres rojos y se negoció por el segundo al mando de Pol Pot, Nuon Chea.
Cuando Phnom Penh estuvo bajo el asedio de los jemeres rojos en 1973, las fuerzas aéreas de los Estados Unidos volvieron a lanzar una campaña de bombardeos sobre las fuerzas comunistas, afirmando que habían salvado Camboya de una inevitable absorción comunista y que la capital podría haber caído en semanas. Para 1975 el presidente Ford predijo una increíble historia de horror "an unbelievable horror story"[cita requerida]. si los jemeres rojos hubieran conseguido el poder, y pidiendo al congreso que renovara su apoyo al régimen de Lon Nol, lo que fue rechazado.

#### Documentos del gobierno no publicados
- Military Assistance Command, Vietnam, Command History 1967, Annex F, Saigon, 1968.
- Military Assistance Command, Vietnam, Command History 1968, Annex F, Saigon, 1969.

#### Documentos del gobierno publicados
- Head, William H. War from Above the Clouds: B-52 Operations during the Second Indochina War and the Effects of the Air War on Theory and Doctrine. Maxwell Air Force Base AL: Air University Press, 2002.
- Nalty, Bernard C. Air War over South Vietnam, 1968–1975. Washington DC: Air Force Museums and History Program, 2000.
- Tilford, Earl H. Setup: What the Air force did in Vietnam and Why. Maxwell Air Force Base AL: Air University Press, 1991.